# Gennadi Nikolajewitsch Troschew

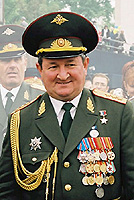
Gennadi Troschew

Gennadi Nikolajewitsch Troschew (russisch Геннадий Николаевич Трошев, wiss. Transliteration Gennadij Nikolaevič Trošev; * 14. März 1947 in Berlin; † 14. September 2008 in Perm) war ein russischer General.

## Biografie
Nach der Rückkehr seiner Eltern aus der Sowjetischen Besatzungszone in Deutschland verlebte Troschew seine Kindheit in der Tschetscheno-Inguschischen ASSR. Er lebte dabei lange Zeit in Grosny, was ihn aber nicht daran hinderte, sich während des Zweiten Tschetschenienkrieges als Hardliner zu gebärden, der den Krieg ohne jegliche Rücksicht auf die Zivilbevölkerung führen ließ.

### Karriere im Staatsdienst
1969 schloss er die Ausbildung an der Panzerschule in Kasan ab und diente in der Folgezeit in verschiedenen Positionen bei den Panzertruppen. 1976 absolvierte er die Militärakademie der Panzertruppen und 1988 die Militärakademie des Generalstabs der Streitkräfte der UdSSR.

### Einsatz in den Tschetschenienkriegen und in Dagestan
Von 1994 an kommandierte Gennadi Troschew das 42. Armeekorps des Militärbezirks Nordkaukasus und wurde Anfang 1995 zum Befehlshaber der Gruppierung der Streitkräfte des Verteidigungsministeriums in Tschetschenien ernannt. Von 1995 bis 1997 war er Kommandeur der 58. Armee. Im Juli 1997 wurde er dann zum stellvertretenden Befehlshaber des Nordkaukasischen Militärbezirks ernannt. Im August 1999 wurde ihm der Befehl über die föderalen Kräfte in Dagestan übertragen, wo er mit Beginn der Kampfhandlungen Operationen gegen islamische Kämpfer führte.
Ab Oktober 1999 war Troschew stellvertretender Befehlshaber der Vereinigten Gruppierung der Streitkräfte im Nordkaukasus und Kommandeur der als „Wostok“ (dt.: „Ost“) bezeichneten Gruppierung der russischen Streitkräfte, die von Osten her zur Umfassung und Eroberung Grosnys und seines Umlandes ansetzte. Wie andere ranghohe russische Armeeführer sah auch Troschew den erneuten Waffengang gegen tschetschenische Kämpfer als eine Gelegenheit, die Niederlage des Ersten Tschetschenienkrieges zu rächen und das ramponierte Ansehen und die Ehre der russischen Streitkräfte wiederherzustellen. In den ersten Kriegswochen meinte er in einem Interview mit der Frankfurter Rundschau, dass die russische Armee „nur die Politiker [am Sieg] hindern [könnten] – wenn sie uns, wie beim letzten Krieg, auf halbem Weg in den Arm fallen.“ Aber „[d]as wäre Verrat“, so Troschew, und würde diesmal nicht geschehen. Der kompromisslosen Haltung, die vom Ministerpräsidenten und – seit 31. Dezember 1999 – amtsführenden Präsidenten Wladimir Putin vorbehaltlos geteilt wurde, entsprach auch das Vorgehen der russischen Luftstreitkräfte und Bodentruppen, das Troschew wie folgt erläuterte:

„Wenn wir aus einem Haus beschossen werden, wird das Haus zerstört. Wenn wir aus einem Ort beschossen werden, wird der Ort zerstört.“

Im Dezember 1999 wurde Troschew die Auszeichnung Held der Russischen Föderation verliehen, wohingegen er tschetschenischerseits in einer sogenannten „Verbrecher-Liste“ geführt wurde. Im Februar 2000 wurde er zum Generaloberst befördert. Bis dahin hatte der Krieg bereits tausende tschetschenische Zivilisten das Leben gekostet, was vor allem auf den Einsatz schwerer und schwerster Waffen und die andauernden Luftbombardements der russischen Seite zurückzuführen war. Allein durch den von ihnen autorisierten Einsatz von Aerosol- und 1.500-Kilogramm-Bomben, Raketenwerfern des Typs TOS-1 sowie von Raketen des Typs SS-21 „Totschka-U“ seien Putin und die Spitze seiner Militärführung in Kriegsverbrechen involviert, urteilte der für die unabhängige russische Tageszeitung Nowaja gaseta arbeitende Militäranalytiker Pavel Felgenhauer im März 2000.
Troschew, der während des Krieges auch durch die Forderung, „tschetschenische Banditen“ öffentlich hinzurichten, auf sich aufmerksam machte, bekleidete noch weitere Führungspositionen, ehe er im Mai 2001 schließlich zum Befehlshaber der Truppen des Nordkaukasischen Militärbezirks ernannt wurde. Im Dezember 2002 wurde er von diesem Posten abgezogen, um in Zukunft jene Entscheidungen der russischen Regierung gegenüber der Öffentlichkeit zu erörtern, die die Streitkräfte betreffen – also eine Funktion als Regierungssprecher. Kurz nach seiner Absage befehligte er den Sibirischen Militärbezirk. Schließlich übernahm er doch noch ein politisches Amt und fungierte von Februar 2003 bis September 2008 als Berater des Präsidenten in Kosakenangelegenheiten. Troschew lebte zuletzt in Moskau.
Troschew setzte sich auch in aller Öffentlichkeit für den verurteilten Juri Budanow ein, der während des Zweiten Tschetschenienkrieges die 18-jährige Elsa Kungajewa misshandelt und ermordet hatte.

### Tod
Gennadi Troschew kam am 14. September 2008, beim Aeroflot-Flug 821 der Aeroflot-Tochtergesellschaft Aeroflot-Nord, auf dem Weg von Moskau nach Perm als einer der 88 Flugzeuginsassen ums Leben. Am 22. Oktober 2008 wurde Gennadi Troschew im Kuban, in der Nähe der Stadt Krasnodar, beerdigt. Der Präsident der Tschetschenischen Republik, Ramsan Kadyrow, traf am selben Tag die Entscheidung, eine Straße in Grosny nach Troschew benennen zu lassen.

## Privates
Troschew war verheiratet. Seine Gattin stammt von einer Kosakenfamilie der Terek-Region ab und ist somit im Nordkaukasus heimisch.

## Publikationen
- Gennadi Troschew: Moja wojna. Tschetschenski dnewnik okopnowo generala, Moskau, Vagrius-Verlag 2002, ISBN 5-264-00657-1. (russisch)
- Gennadi Troschew: Tschetschenski rezidiw. Sapiski komandujuschtschewo, Moskau, Vagrius-Verlag 2003, ISBN 5-9560-0137-2. (russisch)
- Gennadi Troschew: Tschetschenski islom, Moskau, Vagrius-Verlag 2008, ISBN 978-5-9691-0313-9. (russisch)